# 溫玄煜
溫玄煜（2006年12月28日—），台灣童星，彬彬家族一員，藝名迷你彬。因班固東都賦中「管弦燁煜」這詞讓父親取了「煜」字，與哥哥溫玄燁的「燁」字皆有盛大之意。
未滿1歲時，客串台視重拍的《星星知我心2007》出道，隨後跟隨哥哥的腳步，一起進入戲劇圈。
溫玄煜之父是曾於1983年以連續劇《星星知我心》走紅的台灣童星温兆宇，暱稱「小彬彬」。
溫玄煜有個童星哥哥溫玄燁，暱稱「小小彬」；還有一個同父異母弟弟，暱稱「萌萌彬」。

## 演出作品

### 電視劇
| 撥出年份 | 電視台                 | 劇名                                 | 角色            |
| 2007年   | 台視                   | 星星知我心2007                       | 梁齊瑞（幼年）  |
| 2009年   | 大愛電視               | 警察先生                             | 周天佑          |
| 2009年   | 中視                   | 青梅竹馬                             | 唐澤安 / 小安安 |
| 2010年   | 台視、三立都會台       | 犀利人妻                             | 郝壯壯          |
| 2011年   | 公視                   | 人生劇展《落跑3人行》                | 阿吉啦          |
| 2011年   | 超視                   | 《33故事館》 故事第七話:幸福裡的愛情 |                 |
| 2011年   | 央視                   | 幸運兔精靈                           | 兔精靈          |
| 2011年   | 民視、八大綜合台       | 華麗的挑戰                           | 不破尚（幼年）  |
| 2012年   | 三立都會台、東森綜合台 | 真愛找麻煩                           | 柯小星          |
| 2013年   | 東森幼幼台             | 萌學園五異界對決                     | 迷你彬          |
| 2014年   | 中視                   | 月亮上的幸福                         | 名揚            |
| 2015年   | 上海電視劇頻道         | 向著幸福前進                         | 叮當            |
| 2015年   | 土豆網                 | 孤獨的美食家                         | 迷你彬          |
| 2015年   | 河南衛視               | 少林英雄                             | 釋小彬          |
| 2020年   | 金鷹卡通衛視           | 幸運兔精靈（2011年拍攝）             | 兔精靈          |
| 2024年   | 大愛電視               | 你準備萌芽了嗎？                     | 明倫            |
| 2025年   | 民視                   | 台灣傳奇-萬昌行                      | 扒手            |

### 電影
| 上映日期       | 片名             | 角色           |
| 2011年         | 小溫馨           | 沈譽（沈煜）   |
| 2012年11月9日  | 新媽媽再愛我一次 | 米小彬         |
| 2014年1月24日  | 鐵獅玉玲瓏       | 林尚智（幼年） |
| 2015年11月12日 | 平平安安         | 平安           |

### 微電影
2013年
- 演出賈乃亮結婚周年自製微電影

## 廣告代言、拍攝
- 冰冰水餃
- snoopy史奴比童裝
- 月眉育樂世界
- 快樂購宣傳片
- 家視保 Caresber

## 外部連結
- MINI迷你彬的新浪微博
- 彬彬創動戲劇課的Facebook專頁
- Google+ Mini迷你彬 （页面存档备份，存于）
- 溫玄煜在互联网电影资料库（IMDb）上的資料（英文）
- 溫玄煜在香港影庫上的簡介
- 溫玄煜在豆瓣上的资料（简体中文）
- 溫玄煜在时光网上的簡介（简体中文）